# Bhesa paniculata
Bhesa paniculata es una especie de planta de flores perteneciente a la familia  Celastraceae. Se encuentra en India, Indonesia, Malasia, Filipinas, Singapur, y Tailandia. 

## Fuente
- World Conservation Monitoring Centre 1998.  Bhesa paniculata.   2006 IUCN Red List of Threatened Species.   Bajado el 20-08-07.